# Francisco Micó
 Francisco Micó  (Vich - 1528, Barcelona - 1592?) fue un boticario y botánico español.

## Biografía
Estudió medicina y farmacia en Salamanca y ejerció como médico en Barcelona. Pero donde destacó fue en el campo naturalista y concretamente con las recol·leccions de plantas, siendo uno de los líderes de la botánica catalana. Herborizó bastante en Cataluña, pero también en Castilla la Nueva, Sierra de Guadalupe, Extremadura, etc. 
Descubrió una treintena de especies botánicas nuevas, que comunicó al botánico francés Jacques Dalechamps autor, este último, de la  Historia generalis plantarum  de 1587. Entre ellas la llamada hierba tosera, a la que Linneo denominó Verbascum miconi. 
Trató sobre la utilización de la nieve para enfriar las bebidas, y la conveniencia del consumo de bebidas frías desde el punto de vista dietético, que ya había hecho el setabense Francisco Franco en su opúsculo de ochenta páginas  Tratado de la nieve y del uso della , que fue el primer tratado europeo sobre el tema, siendo más tarde tratado también por Nicolás Monardes. 
Escribió en 1576 Alivio de sedientos donde también recomienda el consumo del agua de nieve.

## Honores

### Eponimia
Cabe destacar que en su honor se le dedicó la oreja de oso (Ramonda myconi) y también el género Miconia.